# Рибњачка
Рибњачка је насељено место у саставу општине Велика Писаница, у области Билогора, Република Хрватска.

## Историја
Почетком 20. века место Рибњачка је као православна парохијска филијала било у саставу села парохије Мала Трешњевица.
Ту се налази 1905. године филијална правславна црква од плетера, посвећена Св. Луки.
До нове територијалне организације у Хрватској место је припадало бившој великој општини Бјеловар.

## Становништво
На попису становништва 2011. године, Рибњачка је имала 154 становника.

## Попис 1991.
На попису становништва 1991. године, насељено место Рибњачка је имало 222 становника, следећег националног састава:
| Попис 1991.‍  | Попис 1991.‍  | Попис 1991.‍ | Попис 1991.‍ | Попис 1991.‍ |
| ------------ | ------------ | ----------- | ----------- | ----------- |
|              |              |             |             |             |
| Хрвати       | Хрвати       |             | 140         | 63,06%      |
| Срби         | Срби         |             | 43          | 19,36%      |
| Југословени  | Југословени  |             | 8           | 3,60%       |
| неопредељени | неопредељени |             | 24          | 10,81%      |
| непознато    | непознато    |             | 7           | 3,15%       |
| укупно: 222  |              |             |             |             |